# 유진테크
주식회사 유진테크는 대한민국의 반도체 장비 기업이다.

## 계열사
- 유진테크머트리얼즈